# Sinfonietta (Janáček)
La Sinfonietta (subtitulada Sinfonietta militar o Festival Sokol) és una obra per a gran orquestra escrita pel compositor moravià Leoš Janáček. Està dedicada a les "forces armades txecoslovaques" i l'autor va dir que pretenia expressar "l'home contemporani lliure, la seva bellesa espiritual i alegria, la seva força, coratge i determinació per lluitar per la victòria".
La Sinfoniette va ser iniciada el 1925 i acabada l'1 d'abril de 1926. Va ser estrenada a Praga el 26 de juny de 1926 sota la direcció de Václav Talich, juntament amb la Missa glagolítica. La seva interpretació sol durar entre 20 i 25 minuts.

## Estat d'ànim de Janacek
La Sinfonietta de Janácek és una obra juvenil i vigorosa, plena de vida, optimisme i originalitat. És sorprenent comprovar, per tant, que el compositor tenia 72 anys quan la va escriure. Expressiva i festiva, el seu origen es troba quan Janáček va escoltar una banda i es va inspirar a escriure fanfàrries ell mateix.
Quan els organitzadors del Festival Gimnàstic de Sokol li van comissionar una obra, va desenvolupar el material que havia escrit en la Sinfonietta.
Hi va haver diverses raons perquè es produís aquest augment de l'activitat: La seva òpera Jenufa, publicada el 1917, havia estat interpretada amb èxit a diversos països. Com la seva fama va augmentar, Janácek va tenir més oportunitats de viatjar per escoltar interpretacions als festivals de música nova de diversos països. Va reaccionar davant la música més moderna de les diferents cultures, més com un jove de 25 anys que com un ancià de 70. A més sentia un orgull patriòtic per la independencia recentment guanyada del seu país i, com a compositor nacionalista, desitjava expressar aquest orgull a la seva música.

## Construcció i el perquè de l'obra
L'encàrrec de la música de fanfàrries va donar a Janácek l'oportunitat d'expressar-ne el seu patriotisme. La "Sinfonietta", sentia, expressava l'home lliure contemporani, la seva bellesa espititual i la seva alegria, la seva fortalesa, coratge i determinació per lluitar per la victòria. El compositor desitjava representar el seu orgull pel nou Estat txecoslovac recentment format i per la lluita que havia estat necessària per assolir la independència. Primer trucant a l'obra Sinfonietta Militar, la va dedicar a les forces armades txecoslovaques. Les fanfàrries festives comprenen el moviment introductori, que és interpretat per una secció militar addicional de bronzes, que consta de 9 trompetes, 2 tubes tenor, 2 trombons baixos i timbals.
Originalment els moviments van ser titulats "Fanfarrias", "El Castell", "El Monestir de la Reina", "El Carrer" i "La Municipalitat"; les referències són a la ciutat de Brno, que havia estat sota el domini alemany, però que recentment havia estat tornada als txecs.
L'estil de Janácek a la "Sinfonietta" és completament únic, diferent del de qualsevol altre compositor. El motiu d'això, en part, és el seu compromís profund amb la música folklorica eslava. Molts dels temes sonen com a melodies folklòriques. Una altra raó és que Janácek va intentar deixar que els patrons de ritme i diapasó del llenguatge txec influïssin sobre les corbes de les seves línies melòdica. Un tercer aspecte de l'originalitat de la "Sinfonietta" resideix en la gran quantitat de repeticions, que és molt poc comú.

## Els moviments
Moltes frases se senten dues vegades, i no obstant aquestes repeticions no es tornen tedioses. Per què? La principal raó de la frescor constant és la iregularitat de les longituds de les frases. Mai no sabem molt bé el llarg que serà un segment fins que es repeteixi. Considerem la fanfàrria de lobertura, per exemple. Les frase repetides tenen, respectivament, 7,5,5,9 i 3 compassos llargs -una variada i estranya col·lecció de longituds que evita completament les frases normals de quatre compassos.
Cadascun dels moviments restants és un mosaic de passatges brillantment orquestrats de diferents velocitats i estats d'ànim. Algunes seccions són vigoroses, altres d'humorístiques. El tercer moviment, per exemple, comença com si fos el moviment lent, amb melodia de cordes apassionada (i repetida). Però el moviment evoluciona fins a la música cridanera d'un sol trombó i el seu posterior excitant desenvolupament. Quan torna l'obertura de les cordes al final (fent mirall, de passada, amb l'estructura de tota la "Sinfonietta" que tanca amb una nova exposició de les fanfàrries de l'obertura), ens adonem de com ha viatjat de lluny aquest moviment.
El quart moviment és gairebé un passacàglia -un sol tema, presentat al començament per trompetes a l'uníson, se sent més d'una dotzena de vegades successives- amb acompanyaments canviants i interludis diferents entre les noves exposicions-. També en aquest moviment se sent l'enginy subtil de Janácek, quan les trompetes i les campanes semblen iniciar el tema avançant-se un temps.
El final mostra vents de fusta aguts intensos. Elabora el seu pas cap a una recapitulació triomfant de tot el primer moviment, anunciant per cops de platerets i les dotze trompetes (9 del grup de bronzes militar, que han estat en silenci des del primer moviment, i 3 de l'orquestra), interpretant-ne un motiu vigorós a l'uníson. Les fanfarries estan acompanyades per trinos de vent i de cordes, de manera que al final ambdós conjunts per fi toquen junts.

## Orquestració
L'obra requereix 3 flautes i flautí, 2 oboès, corn anglès, 2 clarinets, clarinet en mi bemoll, clarinet baix, 2 fagot, 4 trompes, 9 trompetes en do, 3 trompetes en fa, 2 trompetes baixes, 4 trombons, 2 tubes tenor, tuba baix, timbals, platerets, campana, arpa i cordes.

## Estructura
La peça es divideix en cinc moviments, tots amb un subtítol descriptiu:
1. Allegretto (fanfàrria)
2. Andante (el castell, Brno)
3. Moderato (el monestir de la reina, Brno)
4. Allegretto (el carrer que porta al castell)
5. Andante con moto (l'ajuntament, Brno)

## Enregistraments discogràfics (selecció)
- Sony 88697 58952 2 George Szell / Cleveland Orchestra
- Supraphon 3684 Karel Ančerl / Orquestra Filharmònica Txeca
- EMI 5-66980-2 Simon Rattle / Philharmonia Orchestra
- London 410138-2 Charles Mackerras / Orquestra Filharmònica de Viena
- Telarc CD-80174 André Previn / Orquestra Filharmònica de Los Angeles
- Supraphon 110282-2 František Jílek / Orquestra Filharmònica de Brno
- Virgin VC791506-2 Libor Pešek / Philharmonia Orchestra
- Decca 425 624-2 Claudio Abbado / London Symphony Orchestra

Aquesta obra és de gran importància en 1Q84, la novel·la de l'escriptor japonès Haruki Murakami (Ed. Tusquets, 2011).